# Loxioda oxyperas
Loxioda oxyperas är en fjärilsart som beskrevs av George Francis Hampson 1926. Loxioda oxyperas ingår i släktet Loxioda och familjen nattflyn. Inga underarter finns listade i Catalogue of Life.